# Mrouzia
La mrouzia est un plat du Maghreb constitué d'un tajine sucré-salé au mouton ou à l'agneau, accompagné d'amandes et souvent de raisins secs,.

## Préparation
La mrouzia est le plat traditionnel de la fête de l'Aïd el-Kebir, il est souvent préparé avec l'agneau égorgé lors du rituel de la fête. Dans cette version prédominent les arômes sucrés du miel et de la cannelle, équilibrés par les épices du ras el-hanout.
À Rabat, le plat est connu sous le nom de m'assal (le mielleux).
En Tunisie, la mrouzia est préparée avec des pois chiches.